# Streymnes
Streymnes (dánsky Strømnæs) je vesnice se 317 obyvateli na Faerských ostrovech. Leží na ostrově Streymoy v údolí na severním břehu řeky Stórá, která ji odděluje od přibližně stejně velké vesnice Hvalvík na druhém břehu. Administrativně spadá pod obec Sunda. Nedaleko se nachází stará opuštěná norská velrybářská základna.

## Historie
Obec byla založena v 16. století. Nedaleko, v místě nazývaném Gjanoyri, se nacházela norská velrybí základna, která existovala v letech 1893–1927. Byla to první základna na Faerských ostrovech, druhou založili v obci Lopra.

## Populace
Obec prošla velkými změnami v pčtu obyvatel od roku 1985, kdy zde žilo 164 obyvatel. V následujících letech počet obyvatel do roku 1987 vzrostl na 183. Období krize v devadesátých  letech 20. století na Faerských ostrovech znamenal odliv obyvatel. V letech 1994–1995 klesla populace pod hranici 140 obyvatel. Následná léta a lepší dojezd do Tórshavn, hlavního města souostroví způsobily, že se populace znovu začala růst. V roce 2008 nastal rozhodující zlom, kdy z 182 obyvatel vzrostla na 205. Od té doby je sice nepravidelný ale vzrůstající počet obyvatel. V roce 2015 žilo v obci 263 osob.